# Vindikationstalan
Vindikationstalan är beteckningen på den talan vid domstol som grundar sig på bättre rätt som målsägare kan göra för att återfå sin egendom från person som utan lov fått egendomen i sin besittning.   
Vindikationstalan enligt nu gällande svensk rätt kan också genom att rättsinnehavaren hos kronofogdemyndighet ansöker om handräckning.
Om ansökan bestrids torde målet i normalfallet sedan handläggas av tingsrätt, som talan om bättre rätt, såvitt målet inte handläggs som särskilt handräckning enligt 4 § Lag (1990:746) om betalningsföreläggande och handräckning(BfL), jfr. 33 § BfL.
Talan om vindikation har väckts i mål angående bättre rätt till bil, som olovligen sålts.